# Dynastia Balšiciów
Dynastia Balšiciów – druga dynastia serbska. Po śmierci serbskiego cara Duszana w 1355 roku serbska szlachta Balšić ogłosiła niepodległość feudalnego państwa Zeta w 1361 roku. Dynastia Balšić panowała do 1421 roku.
- 1356-1362: Balša I
  - 1362-1378: Djuradj I
  - 1378-1385: Balša II
  - 1385-1403: Djuradj II
  - 1403-1421: Balša III